# Pechino Express (decima edizione)
La decima edizione del reality Pechino Express, sottotitolata La via delle Indie, è andata in onda in prima serata su Sky Uno e in streaming su Now dal 9 marzo all'11 maggio 2023 per 10 puntate. La conduzione è affidata per il nono anno consecutivo a Costantino della Gherardesca affiancato per il secondo anno consecutivo da Enzo Miccio.
In questa edizione i concorrenti hanno attraversato tre Paesi dell'Estremo Oriente: India, Malaysia (Malaysia Orientale) e Cambogia.
Come sempre tutti i premi vinti sono andati in beneficenza ad organizzazioni che operano nei Paesi visitati nel corso del programma.
L'edizione è stata vinta da Gli italoamericani, coppia formata da Joe Bastianich e Andrea Belfiore. L'edizione, viene anche ricordata per la partecipazione come concorrente dell'ex calciatore Salvatore Schillaci, in una delle sue ultime apparizioni pubbliche prima della morte, avvenuta il 18 settembre 2024. Schillaci, ad oggi, risulta essere l'unico concorrente deceduto della storia del programma.
Il programma viene replicato su TV8 dal 5 settembre al 7 novembre 2023.

## Concorrenti
| Coppia             | Componenti                                     | Classifica | Stato                |
| ------------------ | ---------------------------------------------- | ---------- | -------------------- |
| Gli italoamericani | Joe Bastianich e Andrea Belfiore               | 1ª         | Vincitori            |
| I novelli sposi    | Federica Pellegrini e Matteo Giunta            | 2ª         | Secondi classificati |
| Le mediterranee    | Carolina Stramare e Barbara Prezja             | 3ª         | Eliminate            |
| I siculi           | Salvatore Schillaci e Barbara Lombardo         | 4ª         | Eliminati            |
| Le attiviste       | Giorgia Soleri e Federica "Federippi" Fabrizio | 5ª         | Eliminate            |
| Mamma e figlio     | Martina Colombari e Achille Costacurta         | 6ª         | Eliminati            |
| Gli avvocati       | Alessandra De Michelis e Lara Picardi          | 7ª         | Eliminate            |
| Gli istruiti       | Maria Rosa Petolicchio e Andrea Di Piero       | 8ª         | Eliminati            |
| Gli ipocondriaci   | Dario Vergassola e Caterina Vergassola         | 9ª         | Eliminati            |

## Ospiti
| Ospite           | Ruolo |
| ---------------- | --- |
| Victoria Cabello | Perla di Labuan nella prova vantaggio della 5ª tappa Componente della coppia de I segugi insieme a Enzo Miccio nella 5ª tappa |
| Jake La Furia    | Partecipa alla 9ª tappa come zavorra della Jake Flag                                                                          |

## Tappe
| Puntata | Paese             | Partenza                                     | Intermedio                             | Arrivo                                      | Lunghezza                 |
| ------- | ----------------- | -------------------------------------------- | -------------------------------------- | ------------------------------------------- | ------------------------- |
| 1       | India             | Mumbai (portale dell'India)                  | Wai (tempio di Ganpati)                | Satara (tempio di Shiva)                    | 372 km                    |
| 2       | India             | Kolhapur (Bhavani Mandap)                    | Badami (grotte)                        | Hampi (collina Hemakuta)                    | 435 km                    |
| 3       | India             | Hampi                                        | Chitradurga (forte)                    | Mysore (Chamundi Hills)                     | 438 km                    |
| 4       | India             | Mysore (Chikka Gadiyara)                     | Thrissur (tempio Kadampuzha Devi)      | Kumarakom (molo)                            | 504 km                    |
| T       | India Malaysia    | Kumarakom - Kampung Giam                     | Kumarakom - Kampung Giam               | Kumarakom - Kampung Giam                    | 3854 km (in linea d'aria) |
| 5       | Malaysia          | Kampung Giam (villaggio)                     | Lubok Antu (Riverine Park)             | Sibu (Tua Pek Kong)                         | 494 km                    |
| 6       | Malaysia          | Sibu (Tua Pek Kong)                          | Mukah (mercato)                        | Miri (statua del cavalluccio marino)        | 545 km                    |
| 7       | Malaysia          | Awat Awat (villaggio)                        | Mari Mari Cultural Village             | Kota Kinabalu (spiaggia)                    | 341 km                    |
| T       | Malaysia Cambogia | Kota Kinabalu - Phnom Penh                   | Kota Kinabalu - Phnom Penh             | Kota Kinabalu - Phnom Penh                  | 1380 km (in linea d'aria) |
| 8       | Cambogia          | Phnom Penh (palazzo del re Norodom Sihanouk) | Phuom Suos Ney (scuola Raksmey Samaki) | Oudong (tempio Wat Phnom Preah Reach Troap) | 386 km                    |
| 9       | Cambogia          | Oudong (tempio Wat Phnom Preah Reach Troap)  | Kampong Loung                          | Battambang (monastero Wat Sangke)           | 349 km                    |
| 10      | Cambogia          | Battambang (monastero Wat Sangke)            | Siem Reap (Theam's gallery)            | Angkor (tempio Thommanon)                   | 172 km                    |
| Totale  | Totale            | Totale                                       | Totale                                 | Totale                                      | 9270 km                   |

## Tabella delle eliminazioni
Legenda
- Vincitori di Pechino Express
- Vincitori della prova immunità/prova vantaggio
- Vincitori di tappa
- A rischio eliminazione
- La coppia arriva al traguardo dopo quella de I segugi (formata da Victoria Cabello ed Enzo Miccio) ed è automaticamente a rischio eliminazione
- La coppia si salva perché nella busta nera c'è scritto che la tappa non è eliminatoria
- La coppia è ultima in classifica e viene eliminata direttamente

| Coppie                                   | 1ª puntata India | 2ª puntata India | 3ª puntata India       | 4ª puntata India       | 5ª puntata Malaysia    | 5ª puntata Malaysia    | 6ª puntata Malaysia    | 6ª puntata Malaysia    | 7ª puntata Malaysia    | 7ª puntata Malaysia    | 8ª puntata Cambogia    | 8ª puntata Cambogia    | 9ª puntata Cambogia    | 9ª puntata Cambogia    | 10ª puntata Cambogia   | 10ª puntata Cambogia    |
| ---------------------------------------- | ---------------- | ---------------- | ---------------------- | ---------------------- | ---------------------- | ---------------------- | ---------------------- | ---------------------- | ---------------------- | ---------------------- | ---------------------- | ---------------------- | ---------------------- | ---------------------- | ---------------------- | ----------------------- |
| Joe Bastianich e Andrea Belfiore         | 6ª               | Immunità         | 3ª → 2ª                | 1ª                     | 4ª                     | 4ª                     | 2ª                     | 2ª                     | 1ª                     | 1ª                     | 3ª                     | 3ª                     | Vantaggio              | 2ª → 1ª                | 1ª                     | 1ª                      |
| Federica Pellegrini e Matteo Giunta      | 3ª               | 3ª               | Immunità               | 3ª                     | Vantaggio              | 2ª → 1ª                | 1ª                     | 1ª                     | 4ª                     | 4ª                     | Vantaggio              | 1ª                     | 4ª                     | 4ª                     | 2ª                     | 2ª                      |
| Carolina Stramare e Barbara Prezja       | 1ª               | 1ª               | 5ª → 4ª                | 2ª                     | 6ª                     | 6ª                     | 3ª → 4ª                | 3ª → 4ª                | 2ª → 3ª                | 2ª → 3ª                | 2ª                     | 2ª                     | 1ª → 2ª                | 1ª → 2ª                | 3ª                     | Eliminate (10ª puntata) |
| Salvatore Schillaci e Barbara Lombardo   | 4ª               | 6ª               | 4ª → 5ª                | 4ª                     | 5ª                     | 5ª                     | Vantaggio              | 4ª → 3ª                | 5ª                     | 5ª                     | 5ª                     | 5ª                     | 3ª                     | 3ª                     | Eliminati (9ª puntata) | Eliminati (9ª puntata)  |
| Giorgia Soleri e Federica Fabrizio       | 8ª               | 5ª               | 1ª                     | 5ª                     | 3ª                     | 3ª                     | 5ª                     | 5ª                     | Vantaggio              | 3ª → 2ª                | 4ª                     | 4ª                     | Eliminate (8ª puntata) | Eliminate (8ª puntata) | Eliminate (8ª puntata) | Eliminate (8ª puntata)  |
| Martina Colombari e Achille Costacurta   | Immunità         | 4ª               | 2ª → 3ª                | Immunità               | 2ª                     | 2ª                     | 6ª                     | 6ª                     | Eliminati (6ª puntata) | Eliminati (6ª puntata) | Eliminati (6ª puntata) | Eliminati (6ª puntata) | Eliminati (6ª puntata) | Eliminati (6ª puntata) | Eliminati (6ª puntata) | Eliminati (6ª puntata)  |
| Alessandra De Michelis e Lara Picardi    | 2ª               | 2ª               | 6ª                     | 6ª                     | Eliminate (4ª puntata) | Eliminate (4ª puntata) | Eliminate (4ª puntata) | Eliminate (4ª puntata) | Eliminate (4ª puntata) | Eliminate (4ª puntata) | Eliminate (4ª puntata) | Eliminate (4ª puntata) | Eliminate (4ª puntata) | Eliminate (4ª puntata) | Eliminate (4ª puntata) | Eliminate (4ª puntata)  |
| Maria Rosa Petolicchio e Andrea Di Piero | 5ª               | 7ª               | 7ª                     | Eliminati (3ª puntata) | Eliminati (3ª puntata) | Eliminati (3ª puntata) | Eliminati (3ª puntata) | Eliminati (3ª puntata) | Eliminati (3ª puntata) | Eliminati (3ª puntata) | Eliminati (3ª puntata) | Eliminati (3ª puntata) | Eliminati (3ª puntata) | Eliminati (3ª puntata) | Eliminati (3ª puntata) | Eliminati (3ª puntata)  |
| Dario Vergassola e Caterina Vergassola   | 7ª               | 8ª               | Eliminati (2ª puntata) | Eliminati (2ª puntata) | Eliminati (2ª puntata) | Eliminati (2ª puntata) | Eliminati (2ª puntata) | Eliminati (2ª puntata) | Eliminati (2ª puntata) | Eliminati (2ª puntata) | Eliminati (2ª puntata) | Eliminati (2ª puntata) | Eliminati (2ª puntata) | Eliminati (2ª puntata) | Eliminati (2ª puntata) | Eliminati (2ª puntata)  |

## Prova immunità/vantaggio
- Coppia vincitrice dell'immunità/del vantaggio

| Puntata | Tappa                                             | 1ª coppia                                         | 2ª coppia                                         | 3ª coppia                                         | 4ª coppia                                         |
| ------- | ------------------------------------------------- | ------------------------------------------------- | ------------------------------------------------- | ------------------------------------------------- | ------------------------------------------------- |
| 1       | Wai                                               | I novelli sposi                                   | Mamma e figlio                                    | Gli avvocati                                      | Gli italoamericani                                |
| 2       | Badami                                            | Gli italoamericani                                | I novelli sposi                                   | Mamma e figlio                                    | -                                                 |
| 3       | Chitradurga                                       | I novelli sposi                                   | Gli italoamericani                                | Mamma e figlio                                    | Le mediterranee                                   |
| 4       | Thrissur                                          | I novelli sposi                                   | Mamma e figlio                                    | -                                                 | -                                                 |
| 5       | Lubok Antu                                        | I novelli sposi                                   | Gli italoamericani                                | Le mediterranee                                   | -                                                 |
| 6       | Mukah                                             | I novelli sposi                                   | I siculi                                          | Le mediterranee                                   | -                                                 |
| 7       | Mari Mari                                         | Gli italoamericani                                | I novelli sposi                                   | Le attiviste                                      | -                                                 |
| 8       | Phuom Suos Ney                                    | I novelli sposi                                   | Gli italoamericani                                | Le mediterranee                                   | Le attiviste                                      |
| 9       | Kampong Loung                                     | I novelli sposi                                   | Gli italoamericani                                | -                                                 | -                                                 |
| 10      | Non viene svolta nessuna prova vantaggio/immunità | Non viene svolta nessuna prova vantaggio/immunità | Non viene svolta nessuna prova vantaggio/immunità | Non viene svolta nessuna prova vantaggio/immunità | Non viene svolta nessuna prova vantaggio/immunità |

## Handicap
| Puntata | Handicap iniziale                                                                                           | Coppia/e                             | Handicap intermedio                                                                                                 | Coppia/e           |
| ------- | --- | ------------------------------------ | --- | ------------------ |
| 1       | Nessuno | Nessuno                              | Nessuno | Nessuno            |
| 2       | Partire per ultimi dopo 10 minuti                                                                           | Gli avvocati e i novelli sposi       | Partire per ultimi e poter fare autostop solo dopo aver fatto salire su un tuk-tuk dieci persone contemporaneamente | I novelli sposi    |
| 3       | Partire per ultimi dopo 10 minuti                                                                           | Gli avvocati e i siculi              | Camminare con ciabatte ayurvediche                                                                                  | Le mediterranee    |
| 4       | Partire per penultimi dopo 10 minuti                                                                        | Mamma e figlio                       | Partire per ultimi con la bandiera tigrata                                                                          | Gli avvocati       |
| 4       | Partire per ultimi dopo 15 minuti                                                                           | Gli italoamericani                   | Partire per ultimi con la bandiera tigrata                                                                          | Gli avvocati       |
| 5       | Partire per ultimi dopo 15 minuti                                                                           | Le attiviste                         | Partire per ultimi dopo 5 minuti dalla coppia che li precede e con 1 minuto di vantaggio su I segugi                | Gli italoamericani |
| 6       | Partire per ultimi dopo 10 minuti                                                                           | Andrea e Martina Achille e Federica  | Partire per ultimi dopo aver imparato alcuni passi della danza del bambù                                            | Le mediterranee    |
| 7       | Partire per ultimi dopo 5 minuti e fare autostop insieme                                                    | Gli italoamericani e Le mediterranee | Subire tre pause da cinque minuti                                                                                   | Gli italoamericani |
| 8       | Partire per ultimi dopo 10 minuti                                                                           | I novelli sposi                      | Portare un sacco di riso di 20 kg fino alla missione successiva                                                     | Le mediterranee    |
| 9       | Partire con Jake La Furia come zavorra, che costringe a fermarsi, radunare 20 persone e improvvisare un rap | Gli italoamericani                   | Obbligo di una sosta in amaca da dieci minuti                                                                       | I novelli sposi    |
| 10      | Partire per ultimi dopo 10 minuti                                                                           | I novelli sposi                      | Nessuno | Nessuno            |

- Con 5 handicap totali, la coppia degli Italoamericani è la coppia che ha subito maggiori handicap in questa edizione di Pechino Express. Inoltre, se escludono le varianti, per la prima volta non è stata assegnata la bandiera nera.

## Vantaggio/Bonus
| Puntata | Vantaggio/Bonus                                                                      | Coppia/e           |
| ------- | ------------------------------------------------------------------------------------ | ------------------ |
| 1       | Immunità dall'eliminazione e visita in una spa indiana                               | Mamma e figlio     |
| 2       | Immunità dall'eliminazione e viaggio in un camper con uno chef indiano               | Gli italoamericani |
| 3       | Immunità dall'eliminazione, esperienza ayurvedica e cooking class di cucina indiana  | I novelli sposi    |
| 4       | Immunità dall'eliminazione e visita alle backwaters del Kerala su una barca di lusso | Mamma e figlio     |
| 5       | Qualificarsi per la prova vantaggio e fare una visita guidata nella giungla malese   | I novelli sposi    |
| 5       | Guadagnare una posizione nella classifica finale                                     | I novelli sposi    |
| 6       | Guadagnare una posizione nella classifica finale                                     | I siculi           |
| 7       | Guadagnare una posizione nella classifica finale                                     | Le attiviste       |
| 8       | Guadagnare una posizione nella classifica finale                                     | I novelli sposi    |
| 9       | Guadagnare una posizione nella classifica finale                                     | Gli italoamericani |
| 10      | Scegliere la coppia da penalizzare a inizio tappa                                    | Gli italoamericani |

## Puntate

### 1ª tappa (Mumbai → Satara)
La prima puntata è andata in onda in prima visione il 9 marzo 2023.

#### Missioni
- Missione iniziale: tutte le coppie devono trovare i tre strumenti necessari per affrontare il viaggio (radio, soldi e mappa). Per farlo devono individuare il mercato dove li aspetta un indiano con la busta rossa risolvendo la differenza tra l'anno dell'unità d'Italia e l'anno dell'indipendenza dell'India. Le coppie poi devono impersonarsi dabbawala (attività che consiste nel portare il cibo a domicilio) e consegnare tre vivande agli indirizzi indicati: il primo luogo da raggiungere è Dhobi Ghat dove recuperano la radio; il secondo è l'Oval Maidan dove devono mangiare il paan prima di recuperare i soldi e l'ultima località è il Shivaji Park dove viene consegnata la mappa.
- Prima missione: i concorrenti, una volta raggiunti i mulini Kohiinoor, devono pulire e setacciare 20 kg di curcuma, caricarne 15 sacchi su un carretto e poi trasportarne un sacco a Costantino che li aspetta con il Libro Rosso di Pechino Express davanti al tempio di Ganpati a Wai. Le prime quattro coppie arrivate si sono sfidate nella prova immunità. Le coppie, conclusa la prova immunità, devono raggiungere il traguardo finale, situato a Satara.

#### Prova immunità
Le quattro coppie qualificate alla prova immunità devono colorare una mucca e agghindarla con degli accessori tradizionali, prendendo esempio da quelle presenti, poi portarla a un mandriano che la aggancia a un carretto con il quale devono affrontare un percorso a tappe. Alla prima tappa devono caricare delle canne da zucchero, alla seconda estrarne il succo e berne un bicchiere a testa, alla terza rispondere a delle domande relative alle mucche. Chi risponde correttamente può proseguire fino al traguardo mentre chi sbaglia deve aspettare tre minuti prima di poter ripartire. La coppia che completa il percorso per prima vince la prova immunità.

#### Bonus
La coppia che ha vinto la prova immunità ha avuto la possibilità di rilassarsi in una spa indiana per un giorno e di qualificarsi alla tappa successiva.

### 2ª tappa (Kolhapur → Hampi)
La seconda puntata è andata in onda in prima visione il 16 marzo 2023.

#### Missioni
- Prima missione: tutte le coppie devono preparare lo spuntino preferito dai lottatori Kushti, il thandai, composto da latte di bufala e frutta secca macinata. La frutta secca viene consegnata loro alla partenza mentre il latte di bufala va recuperato al mercato locale. Presi due contenitori di latte i concorrenti devono poi arrivare all'arena Khasbag Maiden dove devono preparare due bicchieri di thandai e berli prima di entrare nell'arena e cercare tra la sabbia la mappa, ostacolati dai lottatori Kushti in allenamento, per proseguire il viaggio.
- Seconda missione: i concorrenti, una volta raggiunto il villaggio Govindakoppa, devono preparare per l'essicazione un catino di sterco di mucca prima di proseguire il viaggio verso il Libro Rosso di Pechino Express a Badami. Le prime tre coppie arrivate si sfidano nella prova immunità presso il vicino lago.
- Terza missione: le coppie, prima di raggiungere il tappeto rosso di Pechino Express, devono dare da mangiare delle banane alle scimmie che vivono nei templi del sito archeologico, fotografarle mentre prendono il cibo e poi mostrare la foto all'arrivo prima di poter saltare sul tappeto.

#### Prova immunità
La prova si svolge sulle rive del lago Agashtia. Le tre coppie qualificate alla prova immunità devono recuperare in una casa del vicino villaggio un cesto di sari da lavare. Un componente della coppia, dotato di mappa che indica il luogo dove si trova la cesta assegnata alla squadra, rimane sul posto e deve guidare via radio il compagno alla destinazione. Una volta riportata la cesta al lago, la coppia di concorrenti deve lavare i sari e riempire una giara d'acqua strizzandoli. Una volta riempita la giara, devono cercare tra un gruppo di pentole coperte due coperchi con il logo di Pechino Express avendo a disposizione due soli tentativi ogni volta. In caso di errore, devono svuotare la giara e riempirla nuovamente con l'acqua strizzata dai sari. La prima coppia che trova due coperchi con il logo può suonare la campana che segna la fine della gara, vincendo così la prova immunità.

#### Bonus
La coppia che ha vinto la prova immunità ha avuto la possibilità di viaggiare in un camper insieme ad uno chef indiano e di qualificarsi alla tappa successiva; inoltre ha assegnato un malus a una coppia avversaria facendola ripartire per ultima e solo dopo aver fatto salire dieci persone contemporaneamente su un tuk-tuk.

### 3ª tappa (Hampi → Mysore)
La terza puntata è andata in onda in prima visione il 23 marzo 2023.

#### Missioni
- Prima missione: tutte le coppie devono raggiungere il tempio di Hanuman su un tuk-tuk e poi come da usanza locale offrire in dono un cocco e dei fiori che devono essere recuperati usando un coracle, per poter proseguire il viaggio verso il Libro Rosso di Pechino Express al forte di Chitradurga. Le prime quattro coppie arrivate si sfidano nella prova immunità.
- Seconda missione: i concorrenti, una volta raggiunto il Gokulam park, devono far girare una ruota dove sono indicate alcune posizioni yoga, riprodurre correttamente quella che viene sorteggiata e farsi fotografare prima di proseguire verso il traguardo finale; se la posizione non è giudicata corretta devono attendere 10 minuti prima di ripartire.
- Terza missione: le coppie, una volta raggiunta le Chamundi Hills, devono colorarsi le mani di giallo e di rosso e salire 600 scalini colorandoli ognuno con entrambi i colori, raggiunto il tappeto rosso possono decidere se fermarsi oppure scalare altri 400 gradini per raggiungere Enzo e guadagnare una posizione nella classifica finale di tappa.

#### Prova immunità
Le quattro coppie qualificate alla prova immunità devono sfidarsi in una versione semplificata del kabaddi. Le coppie si scontrano uno contro uno, alternandosi in turni di attacco e di difesa, in un gioco ad eliminazione in cui ogni concorrente, che ha dei nastri appesi al proprio corpo, deve cercare di rubarne uno all'avversario e correre nella propria area per guadagnare un punto; se l'attaccante viene toccato dall'avversario dopo che ha rubato il nastro, il punto viene guadagnato dal difensore. Nel primo turno, le due coppie che raggiungono per prime 10 punti passano alla finale. La coppia che, raggiunta la finale, guadagna per prima 8 punti vince la prova immunità.

#### Bonus
La coppia che ha vinto la prova immunità ha avuto la possibilità di vivere un'esperienza ayurvedica, partecipare ad una cooking class di cucina indiana e di qualificarsi alla tappa successiva; inoltre ha assegnato un malus a una coppia avversaria che deve camminare con ciabatte ayurvediche fino a quando non gli viene comunicato che possono rimettersi le loro scarpe.

### 4ª tappa (Mysore → Kumarakom)
La quarta puntata è andata in onda in prima visione il 30 marzo 2023.

#### Missioni
- Prima missione: tutte le coppie, una volta raggiunto Enzo a Nanjangud Suruchi, devono mangiare una ciotola di chutney ciascuno prima di poter proseguire il viaggio; se i concorrenti decidono di abbandonare la sfida subiscono una penalità che consiste nel dover mescolare un pentolone di chutney per 15 minuti prima di poter ripartire.
- Seconda missione: i concorrenti devono raggiungere la scuola di teatro kathakali Kerala Kalamandalam e imparare nomi ed espressioni di questa disciplina, poi riprodurne correttamente tre per poter proseguire il viaggio verso il Libro Rosso di Pechino Express. Le prime due coppie arrivate si sfidano nella prova immunità.
- Terza missione: le coppie, raggiunta la lavanderia pubblica Dhoby Khana a Kochi, devono lavare un cesto di asciugamani e stenderli utilizzando una tecnica locale, poi devono stirare tutti i vestiti di un secondo cesto per poter ricevere le indicazioni e raggiungere la persona a cui consegnarli, al porto di Chellanam. Una volta consegnati i panni, ricevono 15 pesci che devono trasportare con mezzi di fortuna fino al tappeto rosso.

#### Prova immunità
Le due coppie qualificate alla prova immunità si affrontano al gioco degli elefanti: i concorrenti devono raccogliere della frutta su un vassoio e trasportarne il maggior quantitativo attraverso un percorso ad ostacoli, cercando di evitare che durante il tragitto gli elefanti mangino dal vassoio. La frutta viene raccolta in una cesta e al termine dei 20 minuti di gioco la coppia che ha raccolto il maggior peso vince la prova immunità.

#### Bonus
La coppia che ha vinto la prova immunità ha avuto la possibilità di visitare le backwaters del Kerala a bordo di una barca di lusso e di qualificarsi alla tappa successiva; inoltre ha assegnato un malus a una coppia avversaria che consiste nel partire per ultimi con la "bandiera tigrata" accompagnati da un corpulento uomo-tigre, di cui devono anche ritoccare il trucco corporeo.

### 5ª tappa (Kampung Giam → Sibu)
La quinta puntata è andata in onda in prima visione il 6 aprile 2023.

#### Missioni
- Prima missione: tutte le coppie devono raggiungere la Saint Gregory School e imparare sei parole in malese, raggiungere poi Enzo dal capo villaggio per la verifica, infine raggiungere il molo e remare per 10 km sul fiume Sungai Kinabangan per recuperare i loro zaini da Costantino, la coppia che arriva per prima ottiene il superbonus e si qualifica automaticamente alla prova vantaggio. Le altre coppie devono proseguire il viaggio verso il Libro Rosso di Pechino Express.
- Seconda missione: i concorrenti, una volta raggiunto il Pasar Tamu Sentral di Sarikei, devono pulire e vendere 5 ananas racimolando 65 ringgit malaysiano e consegnarli a Costantino e miss orange.
- Terza missione: le coppie devono raggiungere il mercato centrale di Sibu e mangiare un piattino di occhi di pesce per ottenere l'indirizzo del traguardo di tappa, se non ci riescono devono scontare una penalità di 10 minuti prima di poter proseguire il viaggio verso il tappeto rosso.

#### Prova vantaggio
Le tre coppie qualificate alla prova vantaggio devono affrontare un percorso su acqua per recuperare un cappello di paglia, un turbante e una sciabola con un membro della coppia bendato, poi raggiungere l'isola e seguire un percorso segnato per liberare la perla di Labuan con la parola d'ordine che devono scoprire, poi ritornare alla partenza con la perla di Labuan. La coppia per prima torna alla partenza con la perla vince la prova vantaggio.

#### Bonus
La coppia che ha vinto la prova vantaggio ha guadagnato una posizione nella classifica finale di tappa; inoltre ha assegnato un malus a una coppia avversaria che consiste nel partire per ultimi a cinque minuti dalla coppia che li precede e con solo un minuto di vantaggio sulla coppia de I segugi.

### 6ª tappa (Sibu → Miri)
La sesta puntata è andata in onda in prima visione il 13 aprile 2023.

#### Missioni
- Prima missione: prima di iniziare la tappa, le coppie sono state mischiate:
  - Joe e Salvatore;
  - Federica e Carolina;
  - Achille e Federica Fabrizio;
  - Martina e Andrea;
  - Matteo e Giorgia;
  - Barbara Prezja e Barbara Lombardo.

Le nuove coppie devono raggiungere il Kutien Memorial Park dove un componente della coppia deve studiare Puteri Santubong, una canzone popolare del Sarawak, per poi insegnarne testo e ritmo al compagno, per poi riprodurla correttamente davanti ad un giudice per poter proseguire il viaggio. Arrivate al Libro Rosso, le coppie per potersi qualificare per la prova vantaggio devono aspettare il compagno originario. Le prime tre coppie ricongiunte si affrontano nella prova vantaggio.
- Seconda missione: i concorrenti, una volta raggiunto il villaggio Batu Niah all'ingresso del parco nazionale di Niah, devono raggiungere il villaggio di Rumah Panjang Patrick Libau attraversando la giungla e passando per la grande grotta, raccogliendo lungo il percorso sei sassi di colori diversi su cui sono disegnati dei numeri. Raggiunto il villaggio devono sommare i numeri dei sassi i cui colori compaiono nella bandiera della Malaysia per individuare il numero civico della longhouse in cui ricevere la busta con le indicazioni per raggiungere il traguardo di tappa.

#### Prova vantaggio
Le tre coppie qualificate affrontano la prova vantaggio a distanza di dieci minuti l'una dall'altra. Nella prima parte le coppie devono affrontare un percorso ad ostacoli e recuperare due bandiere, un'ascia, un cesto e la busta rossa con indicato il luogo da raggiungere per proseguire la prova. Nella seconda parte devono raggiungere Kampung Seri Tellian e rompere dei tronchi raccogliendo dieci vermi di sago vivi prima di poter tornare al punto di partenza. Per completare la prova devono mangiare dei vermi grigliati e rullare le canne da zucchero, un componente della coppia per volta. La coppia che completa il percorso nel minor tempo vince la prova vantaggio.

#### Bonus
La coppia che ha vinto la prova vantaggio ha guadagnato una posizione nella classifica finale di tappa; inoltre ha assegnato un malus a una coppia avversaria che consiste nel partire per ultimi solo dopo aver imparato e riprodotto correttamente alcuni passi della danza del bambù.

### 7ª tappa (Awat Awat → Kota Kinabalu)
La settima puntata è andata in onda in prima visione il 20 aprile 2023.

#### Missioni
- Prima missione: tutte le coppie ricevono la foto di una persona da trovare, che abita nel villaggio, e una volta raggiunta viene consegnato loro un sacco di pesci affumicati che devono portare con loro fino al villaggio di Tenom Lama.
- Seconda missione: i concorrenti, una volta raggiunto Tenom Lama, devono salire su un carrello su binari e raggiungere la bandiera di Pechino, durante il percorso devono fermarsi alle due stazioni che incontrano e raccogliere dodici uova, un'anguria, quattro cipolle, cinque noci di cocco e poi raggiungere a piedi la piantagione di caffè e consegnare i prodotti a Fat Choy, se gli viene consegnato tutto correttamente possono proseguire il viaggio verso il Libro Rosso di Pechino Express, contrariamente ricevono una penalità di dieci minuti prima di ripartire.
- Terza missione: le coppie devono raggiungere il mercato del pesce di Kota Kinabalu e cercare i quattro pezzi che compongono una mappa del tesoro, nascosti sotto il pesce di diverse bancarelle, per scoprire il luogo dove è nascosto il tesoro. Per raggiungere la spiaggia per la ricerca devono andare al porto di Anjun Gayang e prendere una barca; una volta raggiunta la spiaggia devono trovare il tesoro nascosto sotto ad una delle sette croci e raggiungere il traguardo di tappa.

#### Prova vantaggio
Le tre coppie qualificate alla prova vantaggio devono confrontarsi in due sfide, nella prima devono usare una cerbottana e colpire il bersaglio avendo a disposizione quindici munizioni, nella seconda devono cimentarsi nella bambù dance dove non devono farsi toccare dai bastoni per ricevere ulteriori cinque munizioni. Le prime due coppie che riescono a colpire il bersaglio con quindici munizioni si qualificano alla fase successiva. Nella fase finale le due coppie qualificate devono saltare sul lanzaran e recuperare due bandiere del colore della loro coppia, poi devono trovare una ragazza nel villaggio di cui solo un componente della coppia può vedere la foto e descriverla al proprio compagno che deve poi cercarla. La coppia che per prima trova la ragazza corretta vince la prova vantaggio.

#### Bonus
La coppia che ha vinto la prova vantaggio ha guadagnato una posizione nella classifica finale di tappa; inoltre ha assegnato un malus a una coppia avversaria che consiste nel farli viaggiare con tre pause da cinque minuti, se erano in auto devono anche cambiare il passaggio.

### 8ª tappa (Phnom Penh → Oudong)
L'ottava puntata è andata in onda in prima visione il 27 aprile 2023.

#### Missioni
- Prima missione: tutte le coppie devono imparare a memoria il nome della loro coppia scritto nell'alfabeto della lingua khmer, raggiungere la piazza del mercato Orussei e salire sul tuk-tuk che riporta il loro nome per proseguire il viaggio verso il mercato centrale; in caso di errore, il tuk-tuk non partirà. Raggiunto il mercato devono trovare la bancarella 110 e recuperare dei costumi da bagno che devono portare con loro per affrontare la prossima missione.
- Seconda missione: i concorrenti, raggiunta la spiaggia vicino la statua della ragazza bianca a Kep, devono tuffarsi in mare e recuperare una nassa di granchi, portarla a riva e dividere correttamente le due tipologie, quello azzurro e il granciporro, per poter proseguire.
- Terza missione: i viaggiatori, una volta raggiunto Kampong Speu, devono imparare i quattro modi di utilizzo della krama, recuperarne una nel villaggio, replicare gli utilizzi e inviare fotografie a Enzo per verifica. Solo quando le coppie hanno replicato correttamente le varie tipologie possono proseguire il viaggio verso il Libro Rosso di Pechino Express.
- Quarta missione: le coppie, dopo aver raggiunto la fattoria Mister Sauve V nei pressi del tempio Ang Tek, devono seguire una mappa con quattro punti da raggiungere dove li aspettano dei contadini al lavoro. Ad ogni punto della mappa, a ogni concorrente vengono consegnati quattro contenitori contenenti la linfa della palma che devono trasportare in equilibrio sino alla fattoria. Una volta tornati alla fattoria, devono versare il contenuto dei contenitori su un filtro per la produzione dello zucchero di palma. Se nel travaso sprecano della linfa devono attendere cinque minuti prima di ripartire verso il traguardo di tappa.

#### Prova vantaggio
Le quattro coppie qualificate alla prova vantaggio si sfidano ai pugni di riso. I concorrenti, in equilibrio, devono far cadere l'avversario con l'ausilio di un'asta. Il gioco è ad eliminazione e l'ultima coppia rimasta vince la prova vantaggio.

#### Bonus
La coppia che ha vinto la prova vantaggio ha guadagnato una posizione nella classifica finale di tappa; inoltre ha assegnato un malus a una coppia avversaria che consiste nel ripartire con un sacco di riso di 20 kg e portarlo con loro fino alla missione successiva.

### 9ª tappa (Oudong → Battambang)
La nona puntata è andata in onda in prima visione il 4 maggio 2023.

#### Missioni
- Prima missione: tutte le coppie devono prendere a mani nude due tarantole e portarle a Enzo che li attende al mercato dove devono mangiare una tarantola fritta a testa. Se un componente si rifiuta la coppia deve aspettare 10 minuti prima di ripartire, se entrambi i componenti della coppia si rifiutano i minuti salgono a 20. La coppia vincitrice della puntata precedente deve inoltre scegliere una coppia a cui assegnare la "Jake flag", portata da un terzo componente (Jake La Furia) che si unirà alla coppia che in quel momento possiede la bandiera. La bandiera, come la bandiera nera, può essere trasferita a un'altra coppia e costituisce una penalità: la coppia è costretta a fermarsi, radunare 20 persone e improvvisare un rap. Solo dopo l'approvazione di Jake La Furia, la coppia può proseguire il viaggio.
- Seconda missione: i concorrenti, una volta raggiunta la Highway 5 all'altezza dell'incrocio con la strada per Chaeng Rainsey, devono scegliere il mezzo di trasporto che secondo loro è il più veloce per raggiungere la successiva bandiera rossa.
- Terza missione: ai viaggiatori viene assegnata una lettera e devono costruire un Bamboo Train usando un set di componenti contraddistinti dalla relativa lettera; devono poi recuperare nel villaggio il pezzo finale, una tavola di bambù, e il conducente del veicolo, identificati sempre dalla stessa lettera. Una volta assemblato il mezzo, devono utilizzarlo per raggiungere la bandiera successiva.
- Quarta missione: le coppie, una volta raggiunto il tempio Wat Ek Phnom, prima di ripartire verso il traguardo di tappa devono scegliere tra due opzioni un fioretto da osservare nella puntata successiva.

#### Prova vantaggio
Le due coppie qualificate alla prova vantaggio devono raggiungere con una canoa la casa galleggiante contrassegnata con il colore della loro coppia, preparare il pranzo (khmer prahok ktis) per una classe della scuola e servirlo a tutti gli alunni; uno di loro non mangia e deve essere portato dai suoi genitori che consegnano ai concorrenti un cesto di frutta. La coppia che per prima torna alla partenza con il cesto di frutta vince la prova vantaggio.

#### Bonus
La coppia che ha vinto la prova vantaggio ha guadagnato una posizione nella classifica finale di tappa; inoltre ha assegnato un malus a una coppia avversaria che consiste nel fermarsi, cercare una amaca e attendere 10 minuti prima di ripartire.

### 10ª tappa (Battambang → Angkor)
La decima puntata è andata in onda in prima visione il 11 maggio 2023.

#### Missioni
- Prima missione: tutte le coppie devono affrontare la missione rispettando i fioretti fatti nella tappa precedente:
  - Joe e Andrea: rimanere in silenzio;
  - Federica e Matteo: viaggiare con gli zaini legati l'uno all'altro;
  - Carolina e Barbara: ripetere la prima missione due volte.

Una volta raggiunto il mercato Boeung Chhouk devono affrontare i "sette mostri" di Pechino Express. I viaggiatori a turno devono girare tre volte ciascuno una ruota e mangiare il cibo contenuto nello spicchio indicato da una bandierina: scarafaggi fritti, cimici d'acqua giganti, insalata di formiche, rana ripiena, favo con larve di api, serpente allo spiedo e topi grigliati. Se la ruota si ferma su uno spicchio vuoto si può saltare il turno. Al termine della missione, le coppie ricevono la busta con le indicazioni per raggiungere la prossima missione.
- Seconda missione: i concorrenti, una volta raggiunta la scuola di circo Phare Ponleu Selpak a Phum Anh'Chanh, devono truccarsi da clown ed eseguire due giochi; nel primo devono lanciarsi a vicenda i cappelli e prenderli con la testa senza usare le mani, nel secondo devono affrontare la barra russa dove ogni componente della coppia deve percorrerla avanti e indietro mantenendo in equilibrio sulla testa una pallina. Al termine della missione, le coppie ricevono la busta con le indicazioni per raggiungere il missione successiva.
- Terza missione: i viaggiatori devono raggiungere Wat Po Kralanh con una offerta composta da sette frutti diversi, di cui obbligatoriamente una banana, e farsi tatuare un yantra (con il metodo sak yant) nella parte alta del corpo, se si rifiutano devono raggiungere l'altro lato del fiume e scontare una penalità pari al doppio del tempio necessario per eseguire il tatuaggio.
- Quarta missione: le coppie, una volta raggiunto il Lotus Farm Restaurant, devono raccogliere cinque fiori di loto e consegnarli ad una giudice locale che confeziona un bouquet e consegna loro la busta con indicato l'indirizzo per raggiungere i conduttori alla bandiera di Pechino.

#### Missioni finali
- Prima missione: le coppie, una volta raggiunta l'associazione APOPO, devono trovare un contenitore contenente del prahok solo con l'olfatto, con le mani dietro la schiena e impiegando meno di novanta secondi divisi in tre manche da trenta secondi. I concorrenti, terminati i tre tentativi a loro disposizione, ricevono una penalità di dieci minuti prima di ripartire per Angkor.
- Seconda missione: i concorrenti, una volta raggiunto il tempio Ta Prohm, devono trovare il ragazzo rappresentato su una fotografia che gli consegna una chiave e un indizio per raggiungere la missione successiva.
- Terza missione: i viaggiatori devono raggiungere il tempio Pre Rup e trovare il lucchetto da aprire con la chiave ricevuta precedentemente, che blocca delle biciclette, su di esse c'è l'indizio per raggiungere la missione successiva.
- Quarta missione: le coppie, una volta raggiunto il tempio Ta Nei, devono affrontare la zip-line di Angkor. Durante la discesa vengono fatte delle soste in cui i concorrenti devono memorizzare i nomi dei templi indicati dove può essere nascosta la Bandiera di Pechino, scoprendo quello corretto da raggiungere. Una volta scoperta la destinazione finale, la coppia che per prima ha raggiunto il Tappeto Rosso ha vinto la decima edizione di Pechino Express.

## Ascolti
Il dato considera gli ascolti cumulati prodotti su Sky Uno/+1 e sull'On demand nel primo giorno di trasmissione, non essendo sempre disponibili i dati lineari del solo canale principale; inoltre rispetto alla scorsa edizione sono cambiati i criteri di misurazione Auditel e pertanto non è possibile un paragone con l'edizione passata.
| Puntata    | Messa in onda  | Telespettatori | Share | Fonte  |
| ---------- | -------------- | -------------- | ----- | ------ |
| 1          | 9 marzo 2023   | 429 000        | 1,80% | [ 5 ]  |
| 2          | 16 marzo 2023  | 432 000        | 1,94% | [ 6 ]  |
| 3          | 23 marzo 2023  | 444 000        | 1,80% | [ 7 ]  |
| 4          | 30 marzo 2023  | 426 000        | 1,70% | [ 8 ]  |
| 5          | 6 aprile 2023  | 458 000        | 2,10% | [ 9 ]  |
| 6          | 13 aprile 2023 | 388 000        | 1,70% | [ 10 ] |
| 7          | 20 aprile 2023 | 418 000        | 1,70% | [ 11 ] |
| 8          | 27 aprile 2023 | 505 000        | 2,10% | [ 12 ] |
| Semifinale | 4 maggio 2023  | 433 000        | 2,10% | [ 13 ] |
| Finale     | 11 maggio 2023 | 531 000        | 2,30% | [ 14 ] |
| Media      | Media          | 446 400        | 1,92% |        |